# The Rugby Championship 2012
El Campeonato de Rugby The Rugby Championship 2012, fue la primera edición del torneo anual de rugby union a disputarse entre las selecciones de rugby de Argentina, Australia, Nueva Zelanda y Sudáfrica.
Por razones de esponsorización, la competencia fue conocida con diferentes nombres en cada país participante: Así, fue The Castle Rugby Championship en Sudáfrica, The Investec Rugby Championship en Nueva Zelanda, The Castrol Edge Rugby Championship en Australia y El Personal Rugby Championship en Argentina.

## Antecedentes
En cuanto certamen, es continuador del antiguo Torneo de las Tres Naciones (Tri Nations) que, organizada por la SANZAR, disputaron Australia, Nueva Zelanda y Sudáfrica, por 16 temporadas.
El torneo, una de las dos mayores competencias internacionales del rugby, involucra las principales potencias rugbísticas del hemisferio sur, constituyéndose en un equivalente del Torneo de las Seis Naciones, que juegan las principales potencias del hemisferio norte.
El seleccionado Argentino, más conocido por su sobrenombre de Los Pumas (originado por la prensa sudafricana del semanario The Weekly Farmers, que confundieron con este felino al yaguareté del escudo de la UAR) era el único de los 10 grandes animadores de los torneos mundiales, reconocidos como de primer nivel -tier 1- por la IRB, que no tenía un torneo anual regular, por lo que, tras su brillante tercer puesto en el mundial Francia 2007 se decidió incluirlo en el torneo hemisférico hasta entonces conocido como Tres Naciones o Tri-Nations, lo que se vio finalmente cristalizado tras la reunión del 23 de noviembre de 2011 en Buenos Aires, donde se oficializó su ingreso al torneo anual de la SANZAR. Con esto, la Argentina participaría por primera vez en un torneo internacional anual de máximo nivel.

### Posición Argentina en el Ranking Mundial IRB 2003-2011
En el cuadro puede verse el cuadro de posiciones de la Argentina a nivel mundial según el Ranking de la IRB, cuadro en el que nunca estuvo por debajo del 9.º puesto. Este fue el principal argumento para la incorporación de Los Pumas al torneo anual Tri Nations, devenido hoy en The Rugby Championship. Esta idea contó con la República Sudafricana como su más entusiasta propulsor más el apoyo de Australia.

## Participantes
La primera edición del Rugby Championship 2012 cuenta con cuatro selecciones que, como habituales animadoras de las copas mundiales, llegaron a este campeonato luego de haber obtenido las siguientes posiciones en los dos últimos mundiales: Francia 2007 y Nueva Zelanda 2011:
| Equipo        | Mundial 2007     | Mundial 2011     |
| ------------- | ---------------- | ---------------- |
| Argentina     | Terceros         | Cuartos de final |
| Australia     | Cuartos de final | Terceros         |
| Nueva Zelanda | Cuartos de final | Campeones        |
| Sudáfrica     | Campeones        | Cuartos de final |

## Las cuatro naciones
| Argentina | Australia                                                                            | Nueva Zelanda                                                             | Sudáfrica                                                                            |
| --- | ------------------------------------------------------------------------------------ | ------------------------------------------------------------------------- | ------------------------------------------------------------------------------------ |
| - Uniforme: Camiseta celeste y blanca a franjas en diagonal de 30.º, pantalón blanco, medias celestes. - Símbolo: Un yaguareté. | - Uniforme: Camiseta amarilla, pantalón verde y medias verdes. - Símbolo: Un ualabí. | - Uniforme: Completamente negro. - Símbolo: Una hoja de helecho plateado. | - Uniforme: Camiseta verde, pantalón blanco y medias verdes. - Símbolo: Un antílope. |
| Pumas | Wallabies                                                                            | All Blacks                                                                | Springboks                                                                           |

El torneo, que tuvo lugar entre el 18 de agosto y el 6 de octubre de 2012, se disputó a dos rondas con el sistema de todos contra todos. De este modo, cada equipo enfrentó a los otros tres en dos oportunidades: una en condición de local y otra en condición de visitante.

## Tabla de posiciones
| Lugar | Selección     | Juegos | Juegos | Juegos | Juegos | Puntos  | Puntos    | Puntos | Puntos extra | Puntos extra | Tabla de puntos |
| Lugar | Selección     | J.     | G.     | E.     | P.     | A favor | En contra | Dif.   | 4 Tries      | 7 Puntos     | Tabla de puntos |
| ----- | ------------- | ------ | ------ | ------ | ------ | ------- | --------- | ------ | ------------ | ------------ | --------------- |
| 1     | Nueva Zelanda | 6      | 6      | 0      | 0      | 177     | 66        | + 111  | 2            | 0            | 26              |
| 2     | Australia     | 6      | 3      | 0      | 3      | 101     | 137       | - 36   | 0            | 0            | 12              |
| 3     | Sudáfrica     | 6      | 2      | 1      | 3      | 120     | 109       | + 11   | 1            | 1            | 12              |
| 4     | Argentina     | 6      | 0      | 1      | 5      | 80      | 166       | - 86   | 0            | 2            | 4               |

Nota: Por reglamento de la IRB, se otorgan 4 puntos por partido ganado, 2 por partido empatado y 0 por partido perdido, con la posibilidad de obtener Puntos Bonus a razón de 1 punto por la conversión de 4 o más tries en un mismo partido y 1 punto por derrotas por no más de 7 tantos (un try convertido) de diferencia.

### Jornada por jornada
| Jornada                      | 1.º           | 2.º           | 3.º       | 4.º       |
| ---------------------------- | ------------- | ------------- | --------- | --------- |
| Jornada 1 (18 de agosto)     | Sudáfrica     | Nueva Zelanda | Australia | Argentina |
| Jornada 2 (25 de agosto)     | Nueva Zelanda | Sudáfrica     | Argentina | Australia |
| Jornada 3 (8 de septiembre)  | Nueva Zelanda | Sudáfrica     | Australia | Argentina |
| Jornada 4 (15 de septiembre) | Nueva Zelanda | Australia     | Sudáfrica | Argentina |
| Jornada 5 (29 de septiembre) | Nueva Zelanda | Sudáfrica     | Australia | Argentina |
| Jornada 6 (6 de octubre)     | Nueva Zelanda | Australia     | Sudáfrica | Argentina |

## Resultados
BO: Punto de bonificación ofensivo.
BD: Punto de bonificación defensivo.

### Jornada 1
| 18 de agosto | Australia | 19 - 27 | Nueva Zelanda | ANZ Stadium, Sídney |  |

| 18 de agosto | Sudáfrica | 27 - 6 | Argentina | DHL Newlands, Ciudad del Cabo |  |

### Jornada 2
| 25 de agosto | Nueva Zelanda | 22 - 0 | Australia | Eden Park, Auckland |  |

| 25 de agosto | Argentina | 16 - 16 | Sudáfrica | Estadio Malvinas Argentinas, Mendoza |  |

### Jornada 3
| 8 de septiembre | Australia | 26 - 19 BD | Sudáfrica | Patersons Stadium, Perth |  |

| 8 de septiembre | Nueva Zelanda | 21 - 5 | Argentina | Westpac Stadium, Wellington |  |

### Jornada 4
| 15 de septiembre | Nueva Zelanda | 21 - 11 | Sudáfrica | Forsyth Barr Stadium, Dunedin |  |

| 15 de septiembre | Australia | 23 - 19 BD | Argentina | Skilled Park, Gold Coast |  |
|                  |           | Reporte    |           |                          |  |

### Jornada 5
| 29 de septiembre | Sudáfrica | BO 31 - 8 | Australia | Loftus Versfeld, Pretoria |  |
|                  |           | Reporte   |           |                           |  |

| 29 de septiembre | Argentina | 15 - 54 BO | Nueva Zelanda | Estadio Ciudad de La Plata, La Plata |  |
|                  |           | Reporte    |               |                                      |  |

### Jornada 6
| 6 de octubre | Sudáfrica | 16 - 32 BO | Nueva Zelanda | FNB Stadium, Johannesburgo |  |
|              |           | Reporte    |               |                            |  |

| 6 de octubre | Argentina | BD 19 - 25 | Australia | Estadio Gigante de Arroyito, Rosario |  |
|              |           | Reporte    |           |                                      |  |

## Campeón
| Campeón Rugby Championship 2012                                                       |
| ------------------------------------------------------------------------------------- |
|                                                                                       |
| Nueva Zelanda Primer título 11.º contando los títulos del Torneo de las Tres Naciones |